# Musée national de la Marine
Le musée national de la Marine est un musée maritime. C’est un établissement public à caractère administratif depuis 1971, placé sous la tutelle du ministère des Armées. Il fonctionne en réseau et est implanté dans cinq villes : Brest, Paris, Port-Louis, Rochefort et Toulon. Il dispose également d'un Centre de conservation et de ressources à Dugny, où sont situés la bibliothèque, les fonds documentaires, les fonds publics du musée, le studio photographique et l’atelier de restauration. Les collections traitent de l’histoire maritime et navale. Son implantation en réseau permet également d’aborder les cultures maritimes locales.

## Origines et histoire du musée

### Naissance de la collection
Henri Louis Duhamel du Monceau (1700-1782), botaniste et ingénieur nommé au poste d'inspecteur des constructions navales en 1739, offre en 1748 à Louis XV sa collection de modèles de navires et de machines d'arsenaux. Il demande en contrepartie que cette collection soit installée au Louvre pour servir à l'instruction des élèves de l'école d'ingénieurs-constructeurs qu'il dirige. Installée en 1752 au premier étage de l'aile Lescot du Louvre, près de la salle de l'Académie des sciences, la collection prend le nom de « Salle de Marine ». Elle est ouverte aussi aux amateurs d'objets techniques ou de beaux objets, à la manière d'un cabinet de curiosités.
En 1793, la salle de marine au Louvre est fermée et une grande partie de la collection réunie par Duhamel du Monceau depuis 1748 rejoint un grand ensemble regroupant les anciennes collections du roi, celles du ministère de la Marine et les saisis révolutionnaires avec notamment la collection du duc d'Orléans. L'existence d'un fonds patrimonial spécifique, à vocation nationale et placé sous la responsabilité de l'administration de la Marine, est reconnue. Cette reconnaissance, limitée, ne débouche pas sur la création effective d'un musée.
En 1810, Napoléon Ier demande à l'ingénieur Jacques-Noël Sané de constituer une collection de modèles de navires pour orner la galerie des Cotelle au Grand Trianon à Versailles. Cet ensemble est connu sous le nom de “ collection Trianon ”.

### Le musée Dauphin puis le musée Naval au Louvre
En raison des vicissitudes politiques et administratives, les collections de marine sont à plusieurs reprises regroupées puis dispersées jusqu'à la création, par Charles X, d'un musée naval installé au Louvre en 1827. Celui-ci prend le nom de « musée Dauphin » en l'honneur du duc d'Angoulême, grand amiral de France. Son premier conservateur, Pierre-Amédée Zédé, rassemble les collections navales se trouvant à Paris, au Grand Trianon et dans les salles de sculpture et de modèles des arsenaux,.
Pierre Zédé fait aussi aménager en 1829 un atelier de construction et de restauration de maquettes au sein du musée, sur le modèle de ceux présents dans les arsenaux nationaux depuis le XVIIe siècle. Les maquettes réalisées dans ces ateliers servaient comme outils de visualisation et d'étude à échelle réduite pour la construction des futurs navires. Le modélisme d'arsenal est une branche du modélisme naval qui se caractérise par une reproduction rigoureusement fidèle du bateau reconstitué. L'atelier aménagé au musée de Marine par Zédé, tout comme plus tard sous la direction de ses successeurs Apollinaire Lebas et François-Edmond Pâris, a bien pour but de réaliser des modèles les plus exacts possibles et s'appuie à cette fin sur des plans techniques minutieux et sur des ouvriers au savoir-faire reconnu.
Les salles de modèles et des salles de sculptures des arsenaux de Cherbourg, Brest, Lorient, Rochefort et Toulon demeurent sous l'autorité directe de la Marine. À la suite de la révolution de Juillet, le musée prend le nom de musée Naval ou de musée de Marine. Il est alors placé sous l'autorité des Beaux-Arts.
À l'origine, le musée naval est conçu comme un musée de modèles de navires, d'objets scientifiques et de sculptures présentant la marine de guerre sous ses aspects techniques et historiques. Léon Morel-Fatio, peintre de la Marine et conservateur au musée naval de 1849 à sa mort en 1871, publie pour la première fois le catalogue du musée en 1853. Il rassemble et inventorie un fonds d'objets ethnographiques et il fait entrer dans les collections de nouveaux modèles de navires militaires, fabriqués par les ateliers de modèles des arsenaux et par l'atelier du musée.

### Le musée sous la direction de François-Edmond Pâris
L'amiral François-Edmond Pâris, conservateur du musée de 1871 à 1893, explorateur considéré comme le fondateur de l'ethnographie nautique, met en place dès son arrivée un programme muséographique rigoureux et novateur. Il réexploite alors ses connaissances ethnographiques et sa méthodologie scientifique au profit d'un rigoureux travail muséographique. Il crée notamment des salles thématiques plutôt que chronologiques, induisant une division en espaces culturels (par exemple « le musée mexicain », « le musée chinois » ou encore « la galerie des pirogues d'Océanie »). Après avoir constaté le manque de ressources destinées à la représentation des architectures vernaculaires, Pâris mobilise de nouveaux moyens financiers et matériels pour enrichir les collections. Il compte ainsi faire du musée un « lieu de mémoire » qui donne à voir la diversité et l'évolution des architectures nautiques à travers le monde.
Grâce à l'obtention de subventions, il met en place une intense activité de modélisme naval au sein du musée. Il fait construire par l'atelier du musée près de deux cents modèles d'embarcations traditionnelles d'Océanie, d'Asie mais aussi d'Europe, à partir de plans relevés par lui-même ou par son fils Armand lors de leurs navigations. Ces constructions sont accompagnées de dossiers documentaires complets, indiquant notamment le nom du maquettiste, la date et le prix de réalisation des modèles. Certains sont même agrémentés d'annotations de la main de Pâris destinées aux maquettistes. Également, l'amiral diversifie la collection du musée et l'enrichit peu à peu de tableaux et d'œuvres d'art. C'est ainsi qu'en 1875, il commande aux peintres François Geoffroi Roux et Édouard Adam la réalisation pour le musée de portraits de navires de guerre, de commerce ou de pêche.
Sous la direction de Pâris, il est estimé que plus d'un millier d'objets rentrent dans les collections du musée. La majorité sont des maquettes de bateaux et des objets ethnographiques. Ces derniers deviennent une part non négligeable des collections du musée, grâce à de nombreux dons de la part de voyageurs, militaires ou diplomates en poste à l'étranger, mais aussi du ministère de la Marine et des Colonies. Face à cet accroissement des collections, Pâris ouvre deux autres salles dans l'enceinte du musée. Cependant, en 1881, le ministre de l'Instruction publique Jules Ferry demande aux conservateurs de musées français conservant des collections ethnographiques de les transférer au nouveau musée dédié à ce type de collections, le musée d'ethnographie du Trocadéro, construit à Paris à la suite de l'Exposition universelle de 1878 et dirigé par Ernest-Théodore Hamy. Pâris se soumet à l'injonction du ministère, d'abord avec enthousiasme, puis avec réticence en voyant la quantité d'objets destinés à quitter les collections du musée naval. Il réussit néanmoins à conserver la quasi totalité de ses collections d'art naval, et à partir de 1882, concentre sa politique d'acquisition sur ce type d'objets.

### Création du musée de la Marine et de son réseau
À partir de 1905, le musée cesse de gérer les collections ethnographiques qui sont réparties entre plusieurs établissements.
Jean Destrem, écrivain et journaliste, effectue à la tête du musée un travail scientifique d'inventaire, de récolement et d'identification des collections qui donne lieu à la publication d'un catalogue raisonné en 1909. Le développement et l'organisation de la bibliothèque du musée sont pour lui des préoccupations constantes.
Un décret du 28 avril 1919 signé du président de la République rattache le musée naval du Louvre au ministère de la Marine. À partir de ce moment, le musée naval prend le nom de musée de la Marine.
Il bénéficie du programme architectural de l'exposition internationale de 1937 qui prévoit la construction des palais de Chaillot, Tokyo et d'Iéna destinés à accueillir plusieurs musées. Le musée de la Marine doit ainsi partager l'aile de Passy du palais de Chaillot avec le tout nouveau musée de l'Homme. Les collections de la Marine rejoignent progressivement le palais de Chaillot à partir de 1939 et le musée ouvre ses portes en août 1943,,. Il est chargé d'assurer la conservation, la présentation et l'enrichissement de ses collections dans tous les domaines de la marine. Pour la première fois depuis le début de son histoire, il dispose d'espaces et de moyens propres ce qui lui permet notamment d'organiser des expositions temporaires d'envergure; la première d'entre elles, La Marine au combat est inaugurée en décembre 1944.
C'est à cette époque que le capitaine de Corvette Jacques Vichot, directeur du musée de 1943 à 1971, décide de créer une Centrale documentaire d’iconographie maritime, accessible au public. À cet effet, il lance une campagne photographique dans plusieurs institutions liées à la marine. Un laboratoire photographique est associé au musée pour la réalisation de prises de vues et de tirages.
À partir de 1947, les musées de Brest, Toulon et Rochefort et Port-Louis sont officiellement rattachés au musée de Paris créant ainsi un véritable réseau national. On compte ainsi jusqu'à onze antennes avec les musées du Pouldu, de Bordeaux, Lorient, Saint-Martin-de-Ré, Camaret, Le Croisic, Antibes, La Seyne-sur-Mer, Nice, Saint-Tropez et la Tour Royale à Toulon. Ces petits musées navals ont été fermés successivement entre 1977 et 2003.
En 1971, le musée devient établissement public à caractère administratif. Luc-Marie Bayle, directeur de 1972 à 1980 et peintre de la Marine, organise les premières grandes expositions consacrées aux beaux-arts comme l'exposition Joseph Vernet. Il met aussi sur pied une exposition intitulée Loisirs sur l'eau qui fera date sur l'histoire de la plaisance en France.
Dans les années 1980-1990, le musée se professionnalise avec la formation de nouveaux services. C'est sous François Bellec, peintre officiel de la Marine, directeur de 1980 à 1997, que sont créés le Service des collections et un service d'accueil du public. François Bellec ouvre le musée au monde universitaire, au grand public et aux gens de mer. Parmi les expositions proposées, on peut citer : A la rencontre de Sindbad, la route maritime de la soie ou encore La généreuse et tragique expédition de Lapérouse.
Les réserves quittent en 2000 les espaces restreints de Chaillot pour être installées au fort de Romainville. De grandes expositions comme Les Trésors du Musée national de la Marine qui circule à partir de 2000 entre le Québec et les États-Unis ou Les Génies de la mer exposition réalisée en 2001 en partenariat avec le Musée national des Beaux-Arts du Québec et présentée en 2003 au musée maritime de Sydney.

### Le musée national de la Marine aujourd’hui
Depuis 2003, le musée national de la Marine est constitué en réseau national avec les villes de Brest, Paris, Port-Louis, Rochefort et Toulon. Cette implantation permet de couvrir l’ensemble de l’histoire maritime française, tout en ayant une approche des cultures maritimes locales liées à chaque port.
Le musée national de la Marine de Paris ferme en 2017 pour être entièrement rénové par les cabinets d'architectes Snøhetta et h2o, sous la direction de Vincent Campredon et du conservateur général Denis-Michel Boëll. Il ouvre de nouveau en 2023.

## Le réseau du musée national de la Marine

### Musée national de la Marine de Brest
Le musée national de la Marine de Brest, situé dans une partie du château médiéval, classé Monument historique depuis 1923. Il abrite un patrimoine témoignant de l'histoire de l'arsenal de Brest et de la Marine française : une partie de ses collections est issue de la Salle des modèles de l’Académie de marine de Brest, créée en 1777, et du Musée naval établi en 1826 dans l’arsenal.

### Musée national de la Marine de Paris
Le musée national de la Marine de Paris est installé au Louvre, d'abord avec une salle dédiée aux objets d'art naval, dite la salle de marine ouverte entre 1752 à 1793, puis à partir de 1827 avec la création du musée Dauphin, qui change de nom et devient le musée naval en 1830, puis le musée de la Marine en 1919. Ses collections sont constituées d'objets d'art naval, de maquettes de bateaux, et d’œuvres graphiques. Il dispose également d'une bibliothèque de référence sur l'histoire maritime, l'histoire et les techniques de la construction navale, et l'archéologie maritime, disposant de près de 40 000 ouvrages. Depuis 1943, la collection permanente du musée est exposée dans l'aile Passy du Palais de Chaillot à Paris.

### Musée national de la Marine de Port-Louis
Le musée national de la Marine de Port-Louis est situé dans la citadelle de Port-Louis (Morbihan), face au musée de la Compagnie des Indes. Une partie de ses collections est consacrée au sauvetage en mer. La seconde partie est consacrée aux routes maritimes d'Extrême-Orient.

### Musée national de la Marine de Rochefort
Le musée national de la Marine de de Rochefort administre deux sites : 
L’hôtel de Cheusses et l’hôtel d’Amblimont situés à l’entrée de l’arsenal, où sont exposées les collections de modèles de vaisseaux de l'arsenal, de sculptures ornementales et d'autres objets de la marine de guerre, témoignant du destin militaire exceptionnel de Rochefort.
L’ancienne École de médecine navale, située dans l’ancien hôpital de la Marine, qui conserve et gère les fonds déposés par le Service de santé des Armées. Ces fonds comprennent une bibliothèque ainsi que des collections anatomiques, zoologiques, botaniques et ethnographiques, destinées au XVIIIe siècle à la formation des chirurgiens embarqués.

### Musée national de la Marine de Toulon
Le musée national de la Marine de Toulon est installé depuis 1981 à côté de la tour de l'Horloge de l'arsenal. Il illustre l'activité des arsenaux français depuis le XVIIe siècle et la tradition maritime en Méditerranée par une collection de modèles, maquettes, plans-reliefs, peintures et instruments scientifiques.

## Les collections

### Pièces d'exception

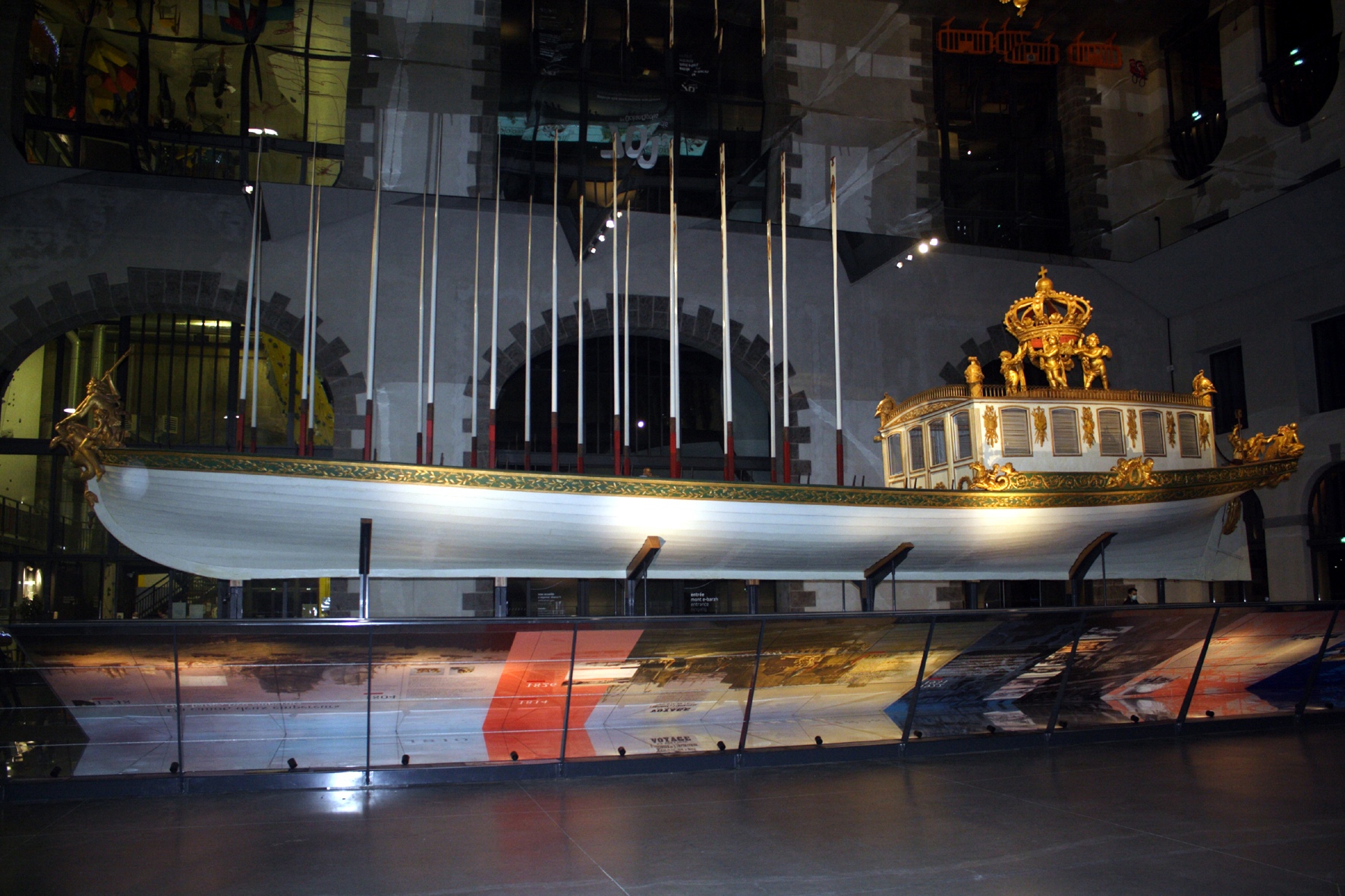
Le canot de l'Empereur, 1810 (Inv. 7 SO 2).
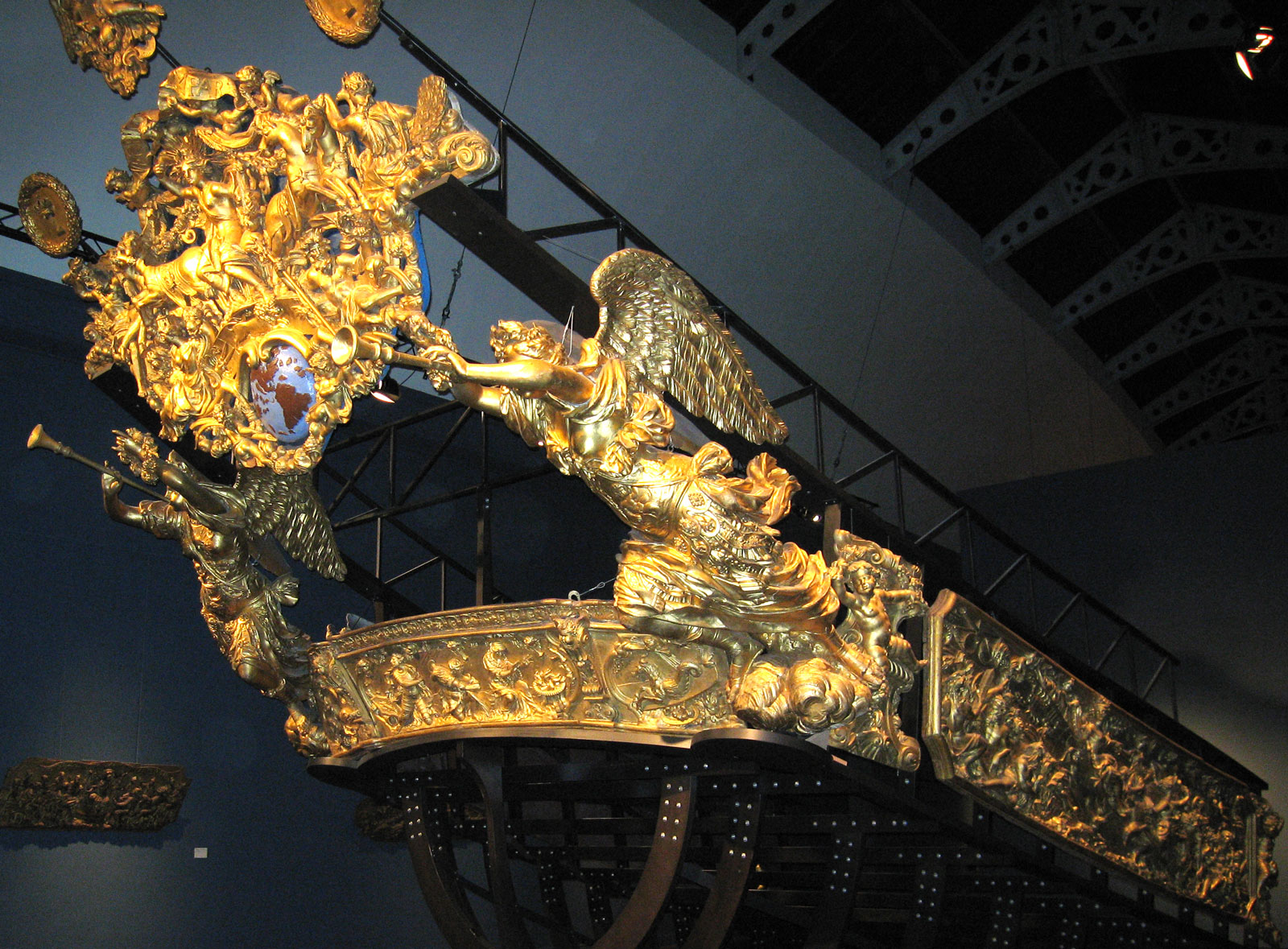
Décors de la galère la Réale, 1694 (Inv. 37 OA 5).
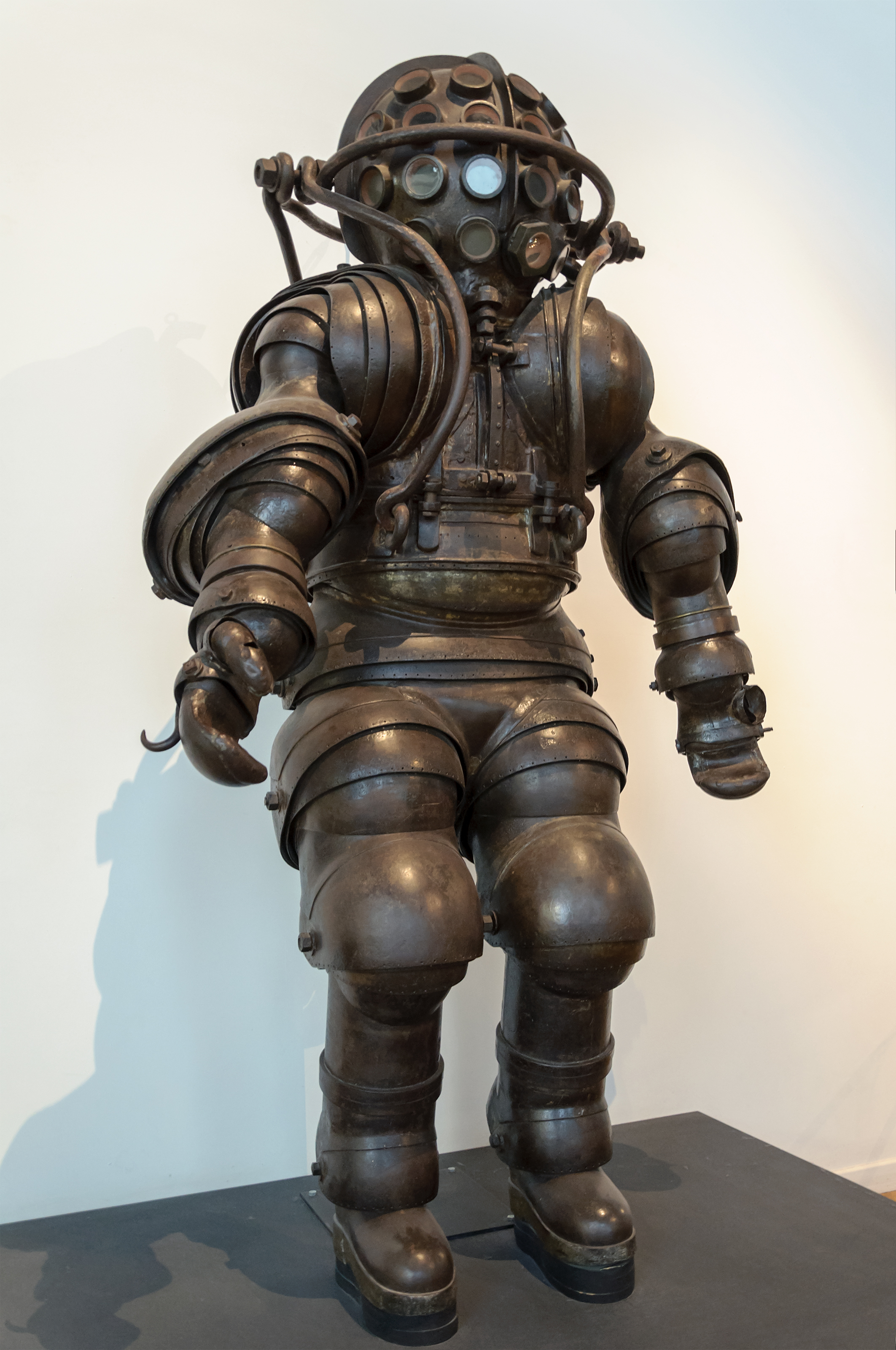
Scaphandre d'Alphonse et de Théodore Carmagnolle, 1882 (Inv. 1 PA 20).
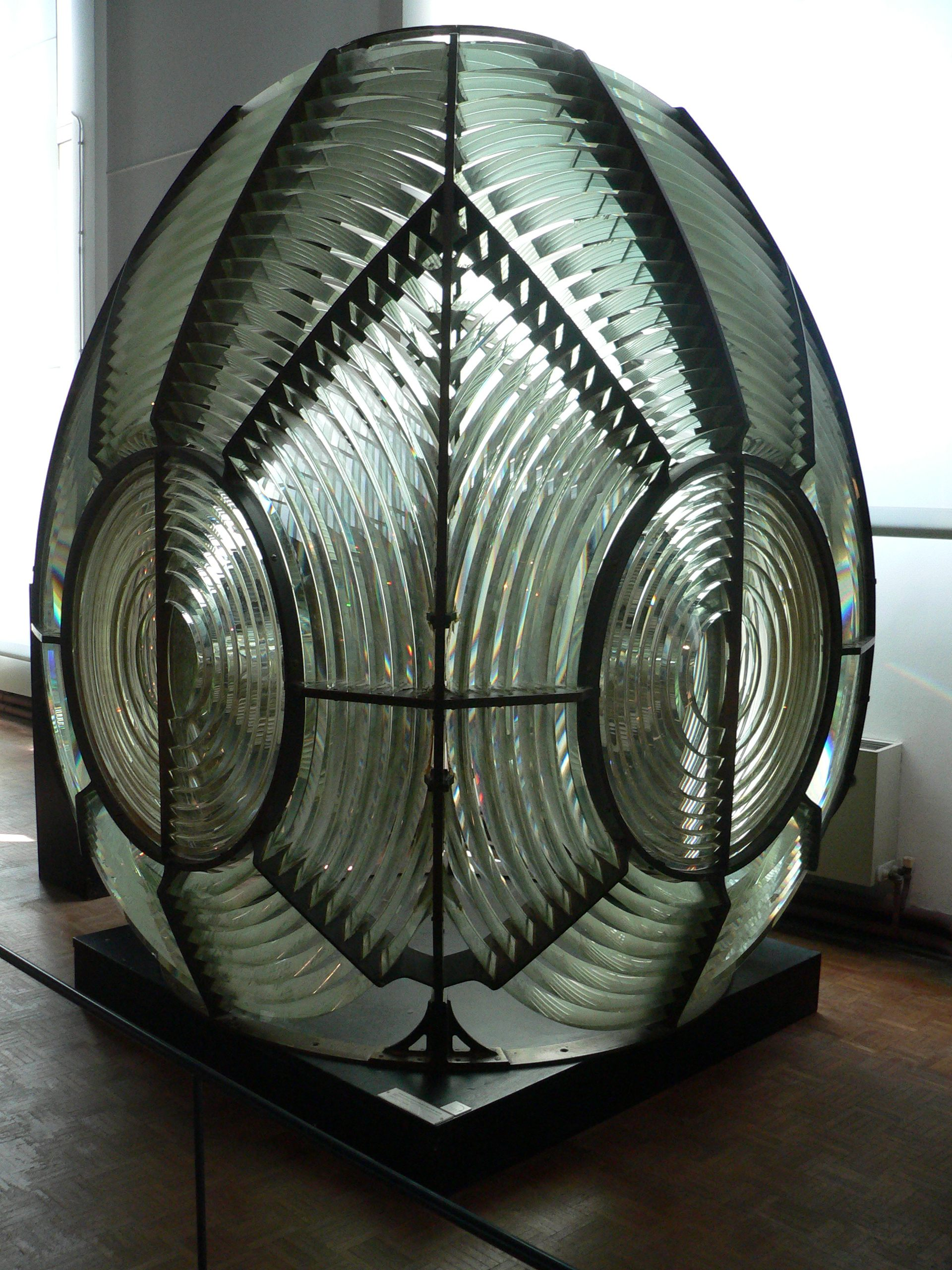
Optique de phare Fresnel, 1894 (Inv. 19 PA 51 D).
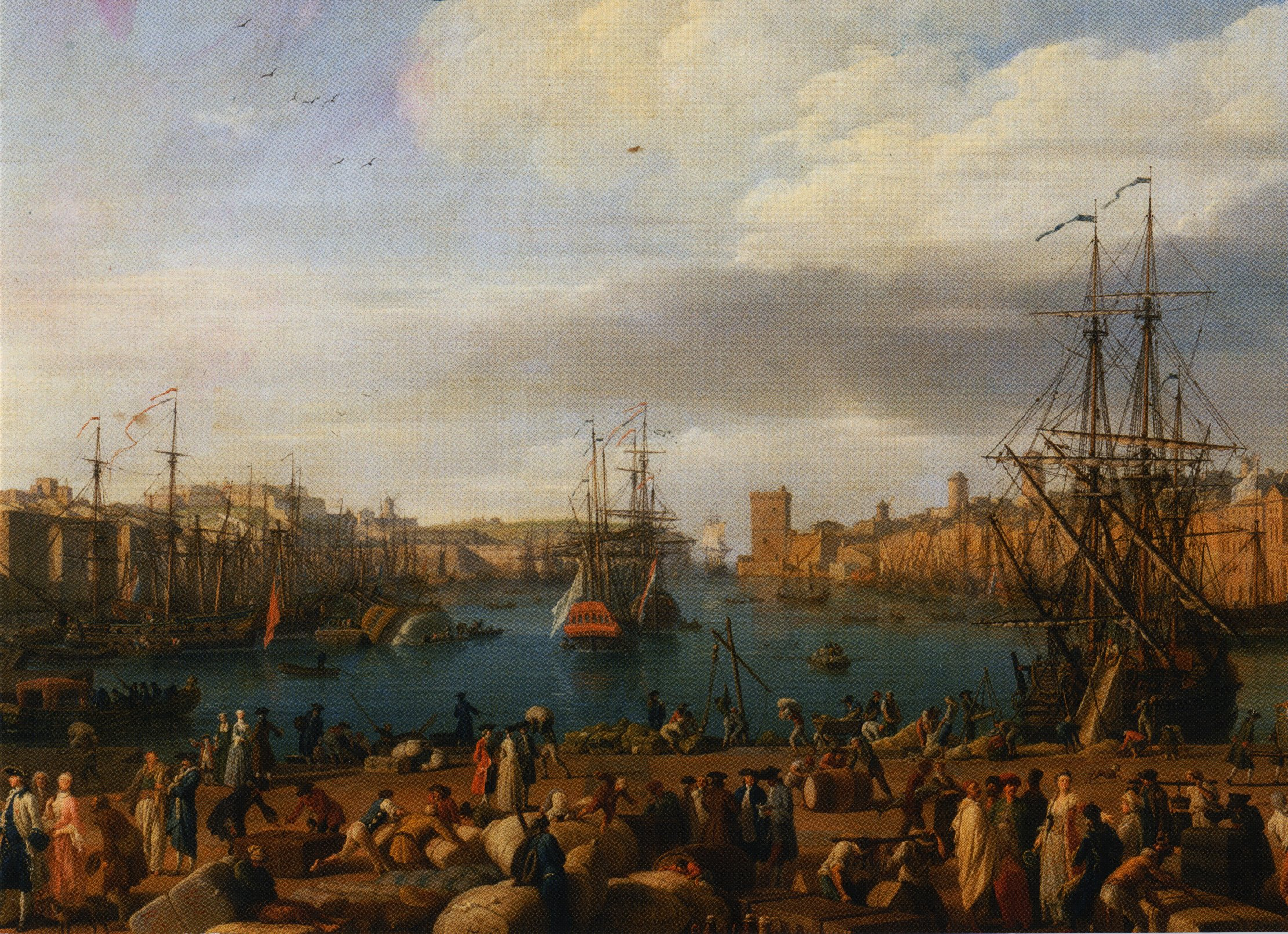
Vues des ports de France : L'Intérieur du port de Marseille, vu du Pavillon de l'Horloge du Parc, Joseph Vernet, 1754 (Inv. 5 OA 3 D).

### Peintures
La collection du musée de la Marine retrace l’évolution de la peinture de marine du XVIIᵉ siècle à nos jours. Elle comprend des peintures d’histoire représentant des naufrages et des batailles navales, ainsi que des paysages marins et des scènes de genre illustrant aussi bien  la marine militaire que la marine de plaisance.

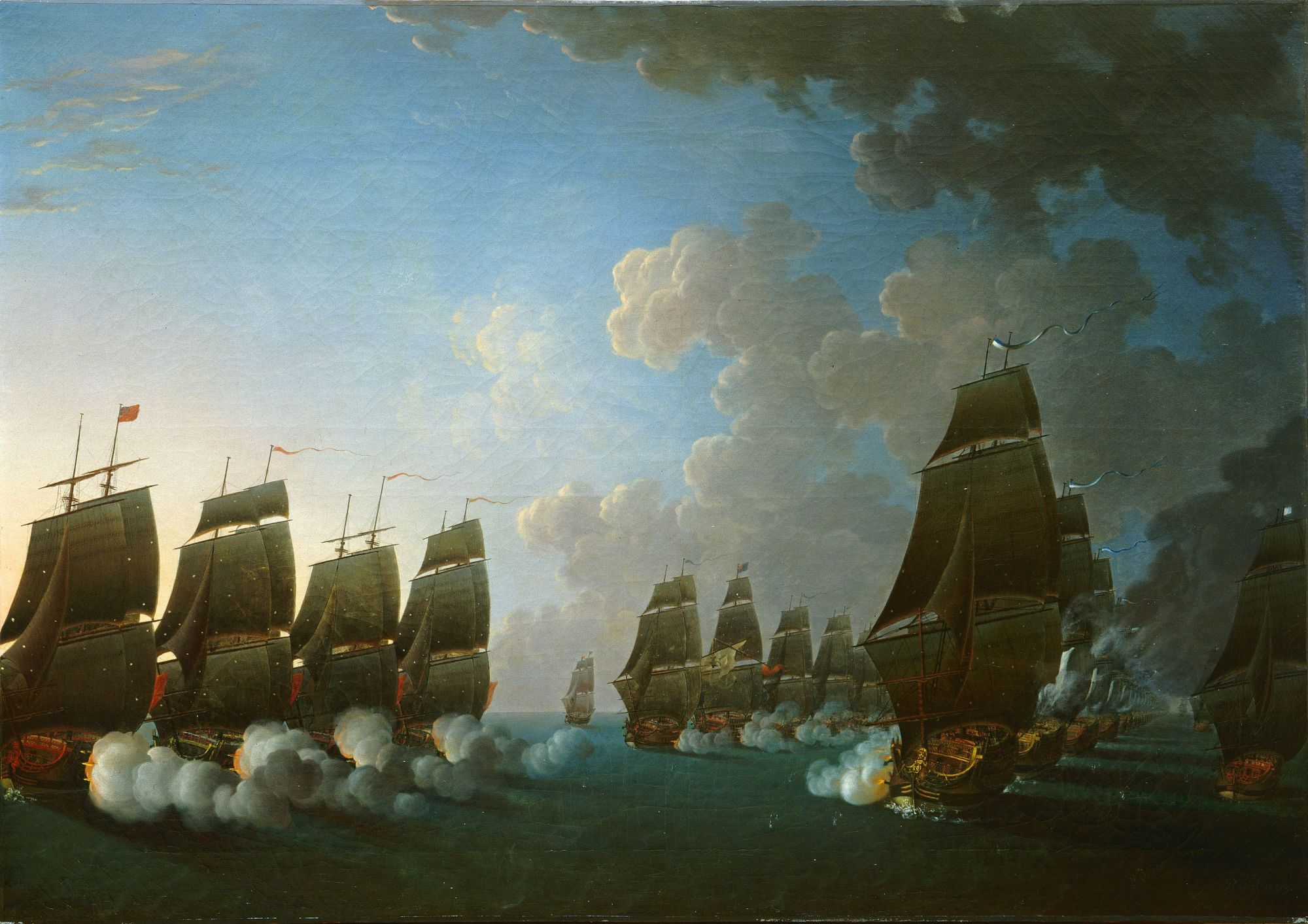
Combat de la Dominique, 17 avril 1780, Auguste-Louis de Rossel de Cercy, 1789 (Inv. 3 OA 11).
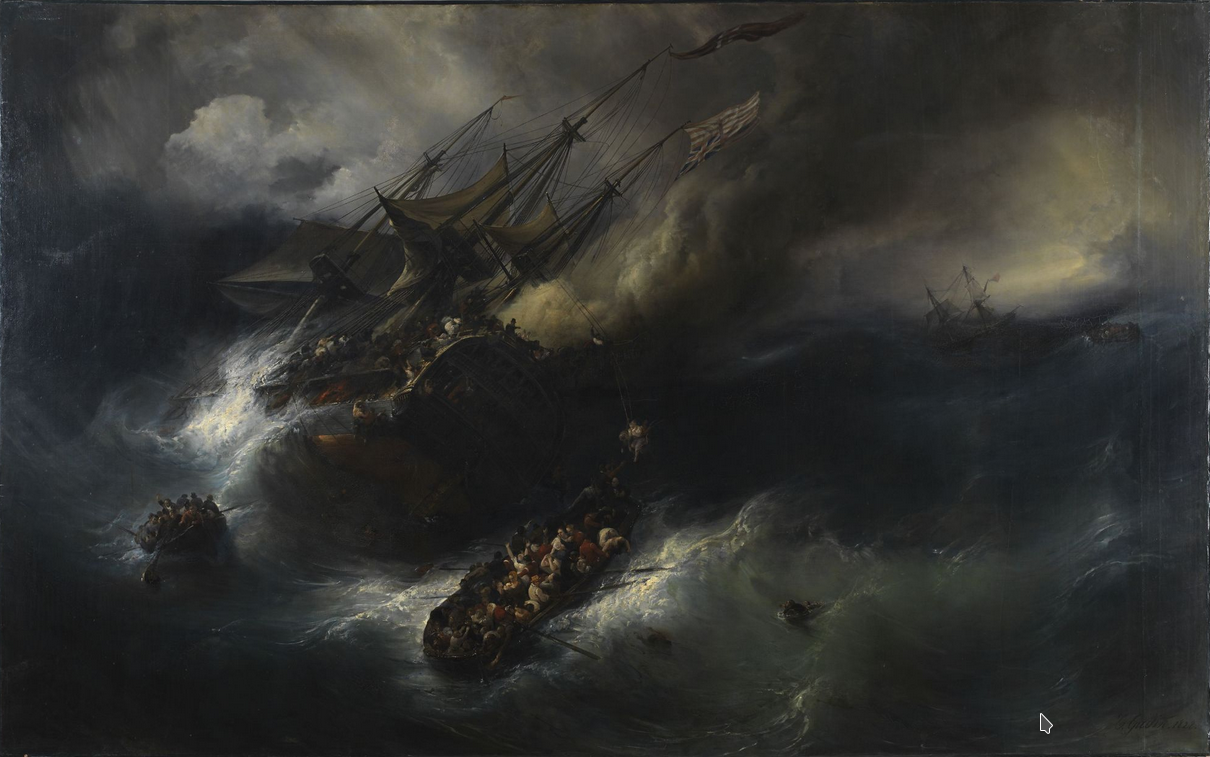
Incendie du Kent, 1825, Théodore Gudin, 1828 (Inv. 9 OA 34 D).
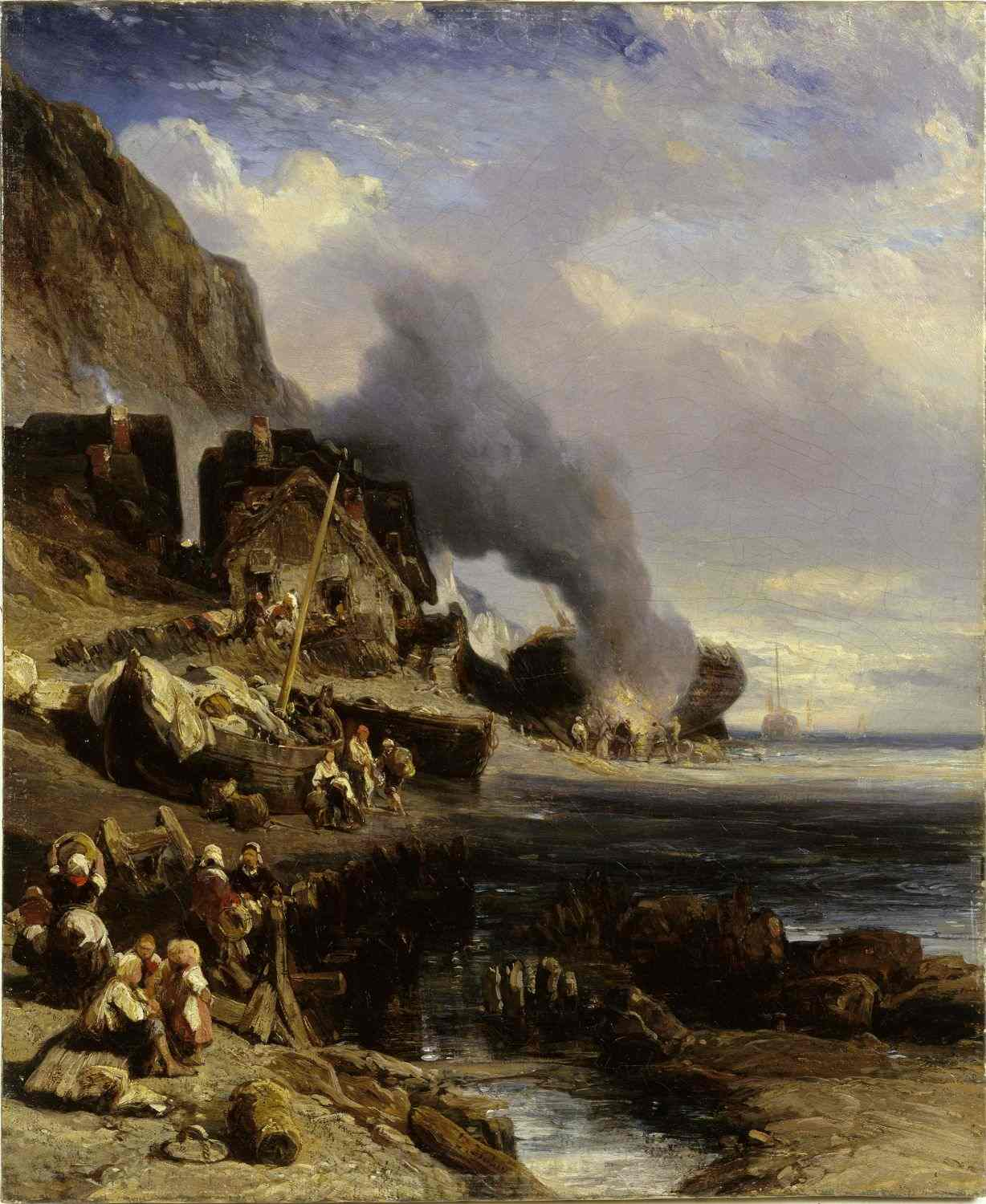
Les pêcheurs, carénage des bateaux, Eugène Isabey, 19e siècle (Inv. 9 OA 237).
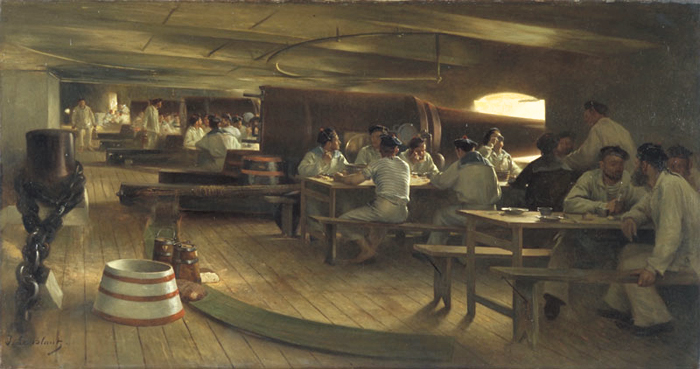
Dîner de l'équipage, Julien Le Blant, vers 1890 (Inv. 11 OA 1 D).
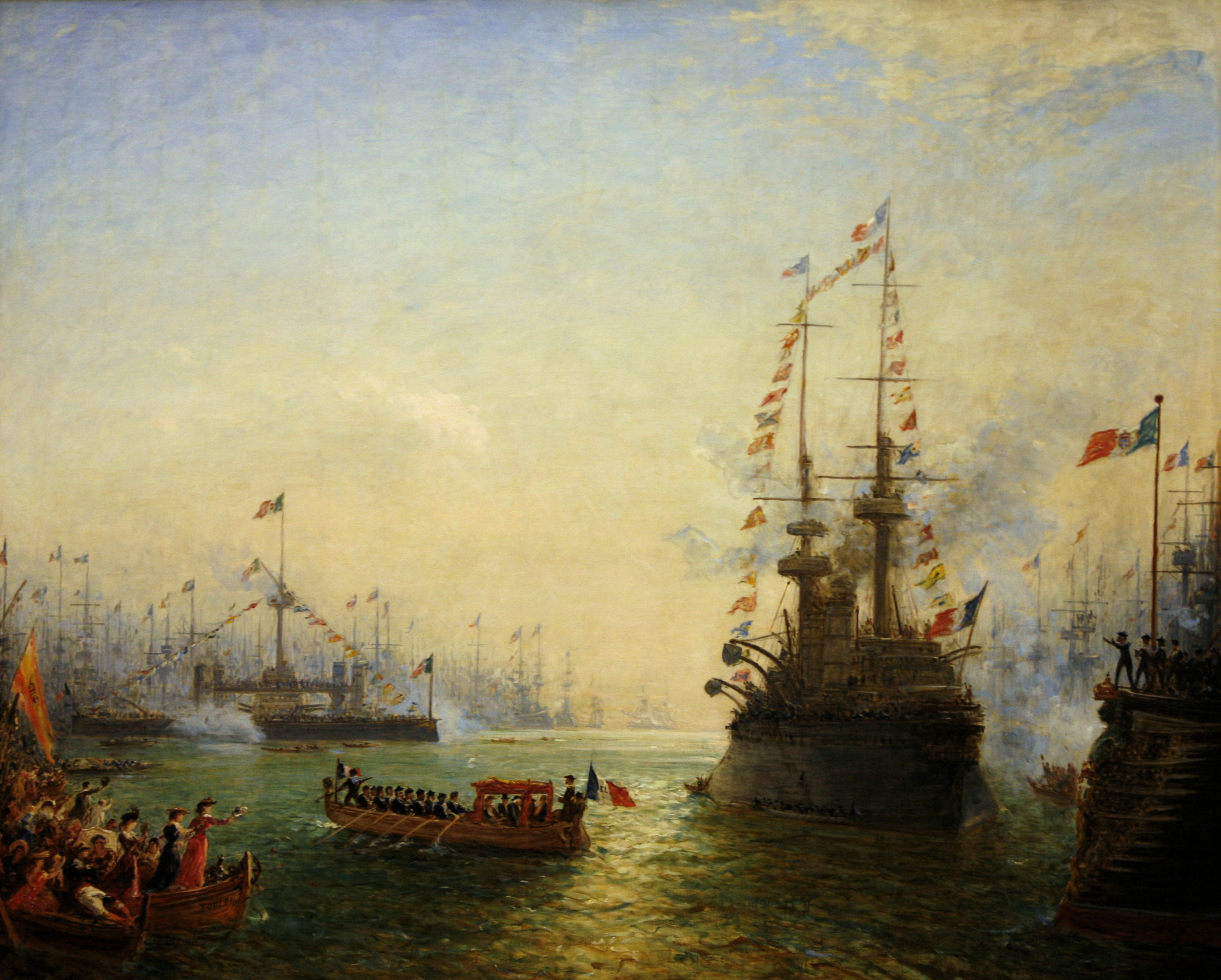
Toulon, visite du Président Loubet aux escadres française et italienne, 10 avril 1901, Félix Ziem, 1901 (Inv. 11 OA 139).
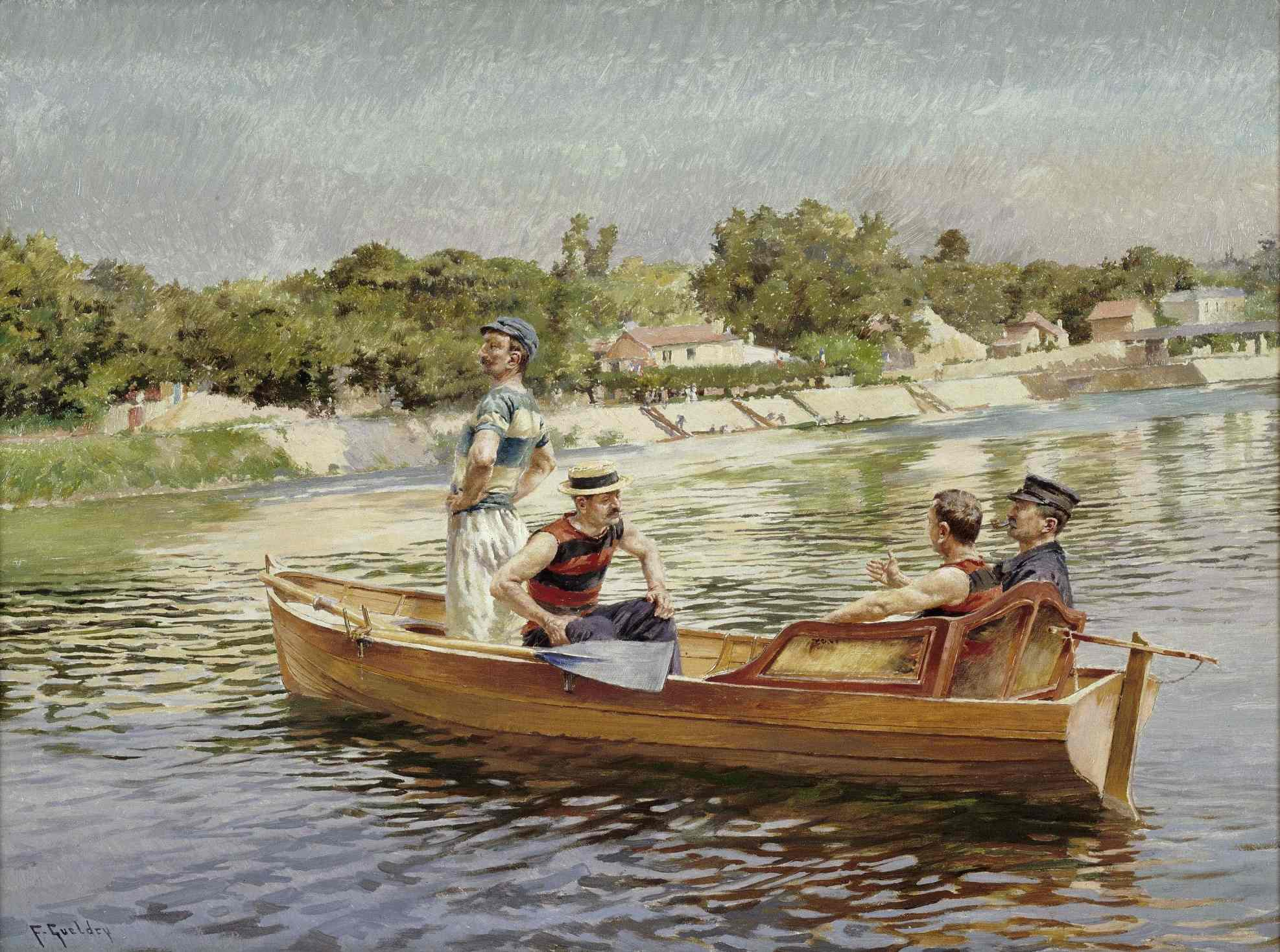
Promenade en yole, Ferdinand Gueldry, 1906 (Inv. 2001.17.1).

### Modélisme naval
Le musée conserve une collection importante de modèles de navires, dont l'origine remonte au don de l’inspecteur général de la Marine Henri Louis Duhamel du Monceau au roi Louis XV. En 1752, cette collection est exposée au premier étage du palais du Louvre et utilisée pour la formation des élèves de l’École de la marine. Avec le temps, elle s’enrichit de modèles issus des cinq arsenaux militaires français : Cherbourg, Brest, Lorient, Rochefort et Toulon. Aujourd’hui, la diversité de cette collection témoigne de l’évolution du modélisme naval.

#### Modèles d’arsenal
Ces modèles historiques, issus des arsenaux ou du ministère de la Marine, représentent des navires de la marine d’État. La plupart d’entre eux sont contemporains des navires qu’ils reproduisent, ce qui en fait des références documentaires précieuses sur l’histoire de la construction navale.

#### Propulsion mécanique
En France, un des premiers essais de propulsion mécanique à vapeur d’un bateau a lieu en 1690. Cependant, c’est au XIXe siècle, lors de la révolution industrielle, que le transport maritime connaît une transformation majeure avec la généralisation de ce mode de propulsion. Ces modèles témoignent des défis techniques rencontrés et de l’évolution des processus de production des machines.

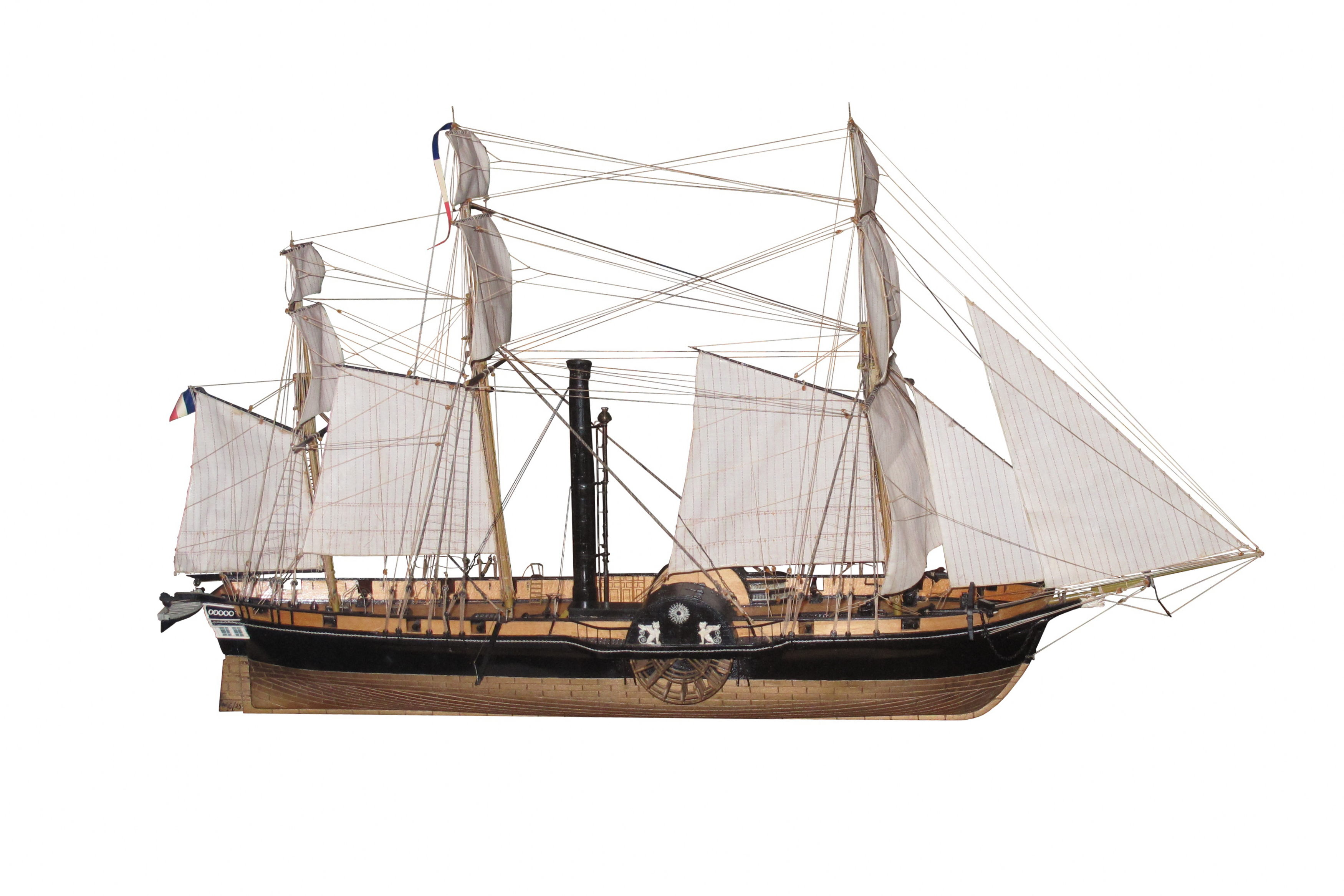
Modèle de la corvette à roues Le Sphinx, lancée à Rochefort en 1829, échelle 1/40, 1832-1835 (Inv. 23 MG 2).
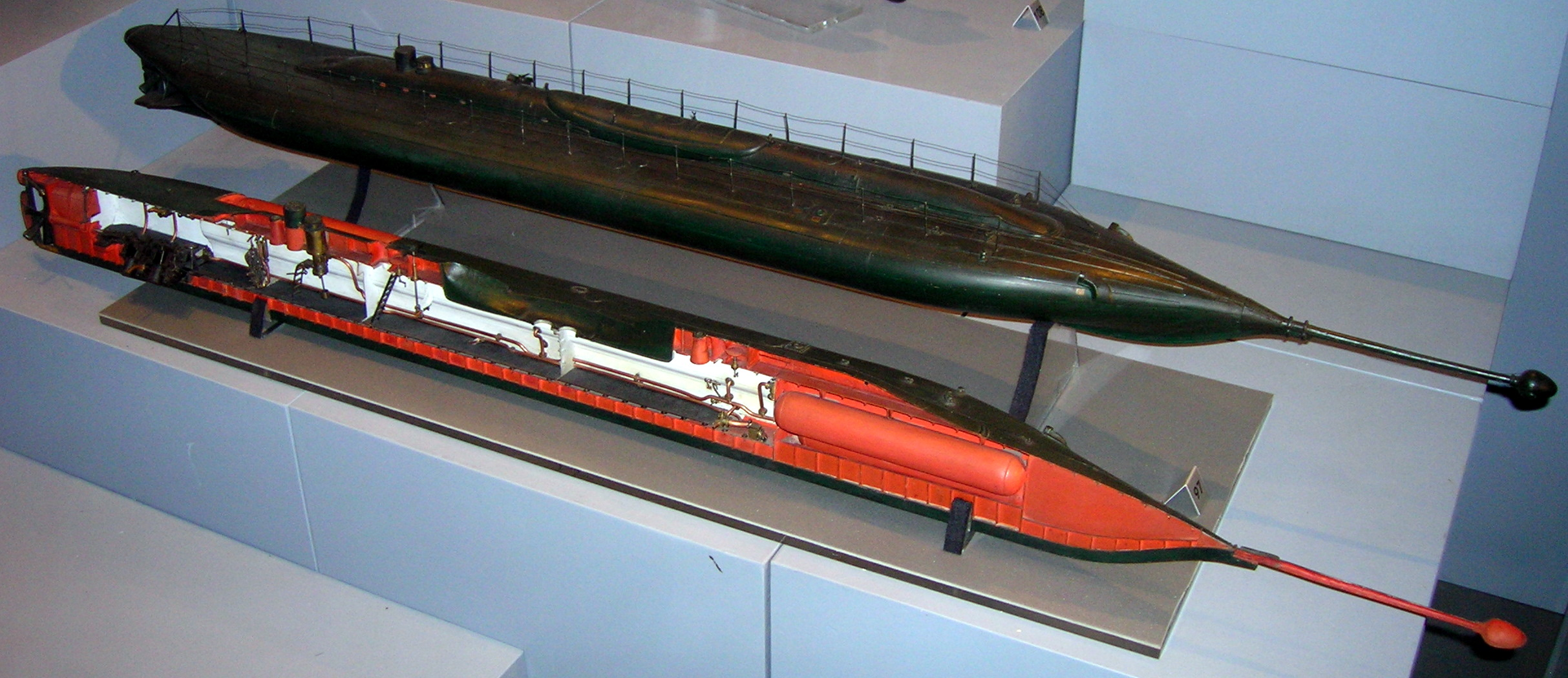
Modèle du sous-marin Le Plongeur, lancé à Rochefort en 1863, échelle 1/33, vers 1863 (Inv. 31 MG 1.1 et 1.2).

#### Marine de guerre contemporaine
L’utilisation de la propulsion à vapeur a entraîné des transformations significatives dans la marine de guerre. Le lancement de la frégate La Gloire en 1859 marque la transition des navires en bois vers des bâtiments à vapeur dotés d’un blindage métallique.

Avec l’évolution des enjeux autour de la marine de guerre, la construction des modèles cesse d’être faite dans les ateliers des arsenaux et est réalisée par le secteur privé. Certains modèles comme celui du sous-marin Le Surcouf sont produits par le musée national de la Marine, selon un cahier des charges précis, en vue de leur intégration aux collections nationales.

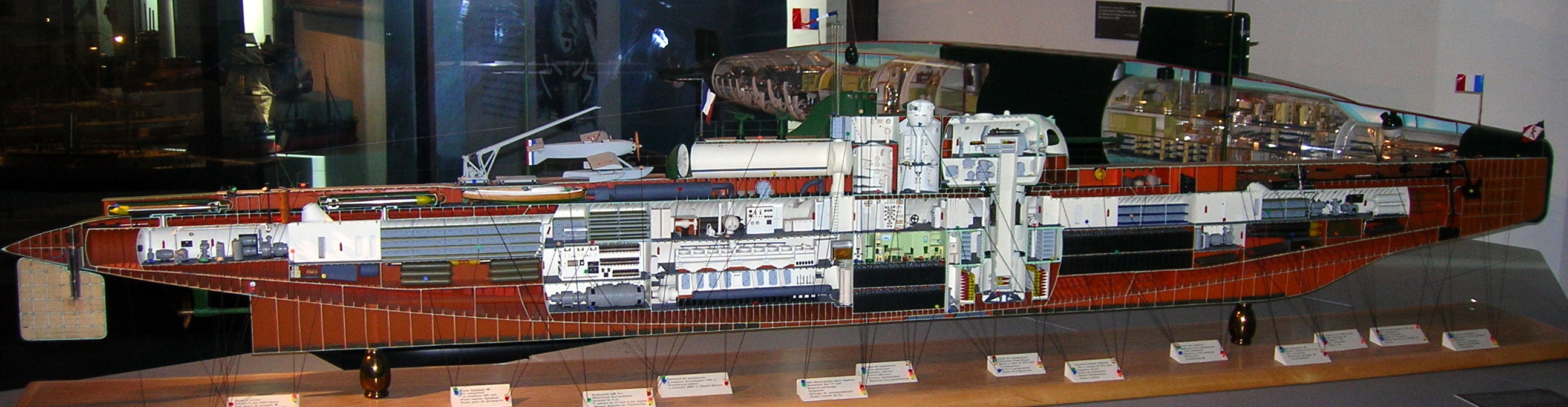
Modèle du sous-marin Le Surcouf, lancé à Cherbourg en 1929, échelle 1/50, 1954 (Inv. 31 MG 16).

#### Marine de commerce
Les modèles consacrés à la marine de commerce illustrent la diversité des échanges sur les routes maritimes internationales. Ils symbolisent la modernité liée aux avancées du transport maritime et au développement du commerce, tout en mettant en évidence les problématiques environnementales associées à cette activité.

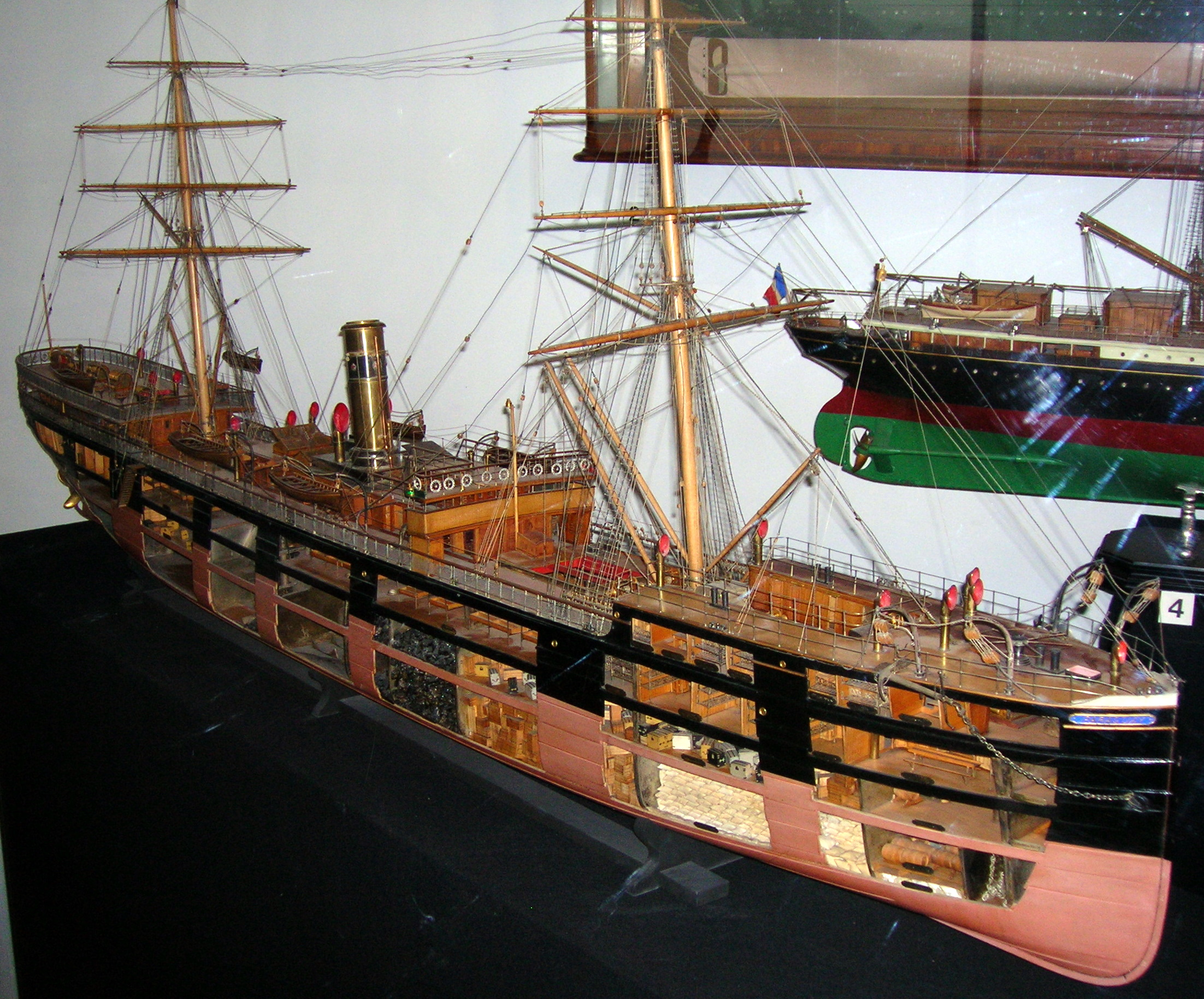
Modèle du paquebot Le Paraguay, lancé à Saint-Nazaire en 1888, échelle 1/40, vers 1888 (Inv. 7 MM 3).
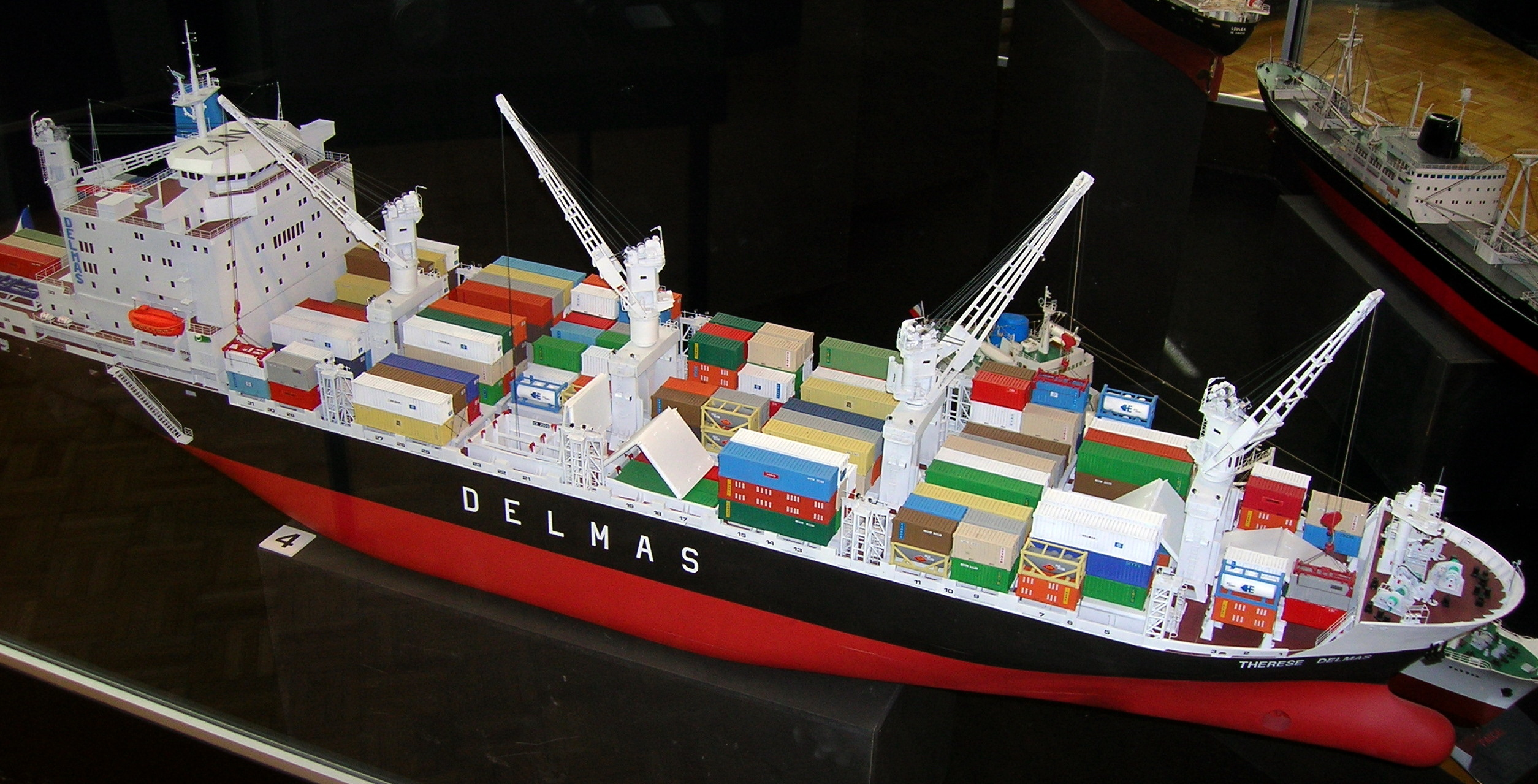
Modèle du porte-conteneurs Thérèse-Delmas, échelle 1/100, 1998-2003 (Inv. 2003.36.1).

### Bateaux jouets
Le premier bateau jouet à entrer dans les collections du musée national de la Marine date de 1925. Le fonds se constitue dans les années 1990 autour d’une douzaine de pièces représentant différentes typologies de bateaux. En 2005, une collection de 210 jeux et jouets sur le thème maritime est acquise, principalement composée de bateaux jouets manufacturés en métal. En 2007, le musée consacre une exposition intitulée “Bateaux jouets : 1850-1950”. La collection s’enrichit à nouveau en 2019 grâce à un don de 65 pièces, dont la moitié sont des arches de Noé, européennes et extra-européennes, datant des XIXe et XXe siècles.

### Bateaux

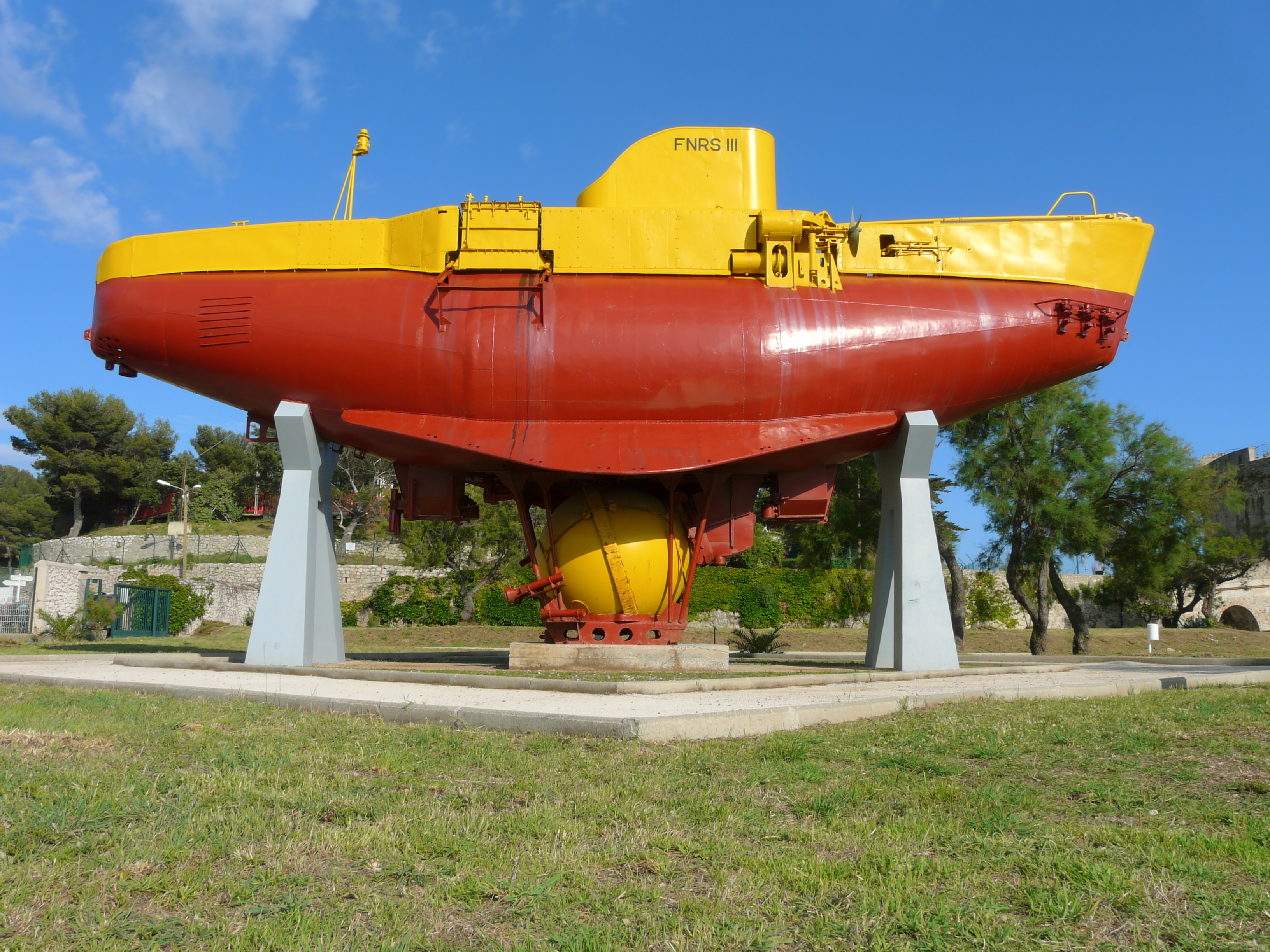
Bathyscaphe FNRS III, engin d’exploration abyssale. Il bat un record du monde en 1954 en plongeant à 4050 mètres de profondeur au large de Dakar (Inv. 5 BS 8).
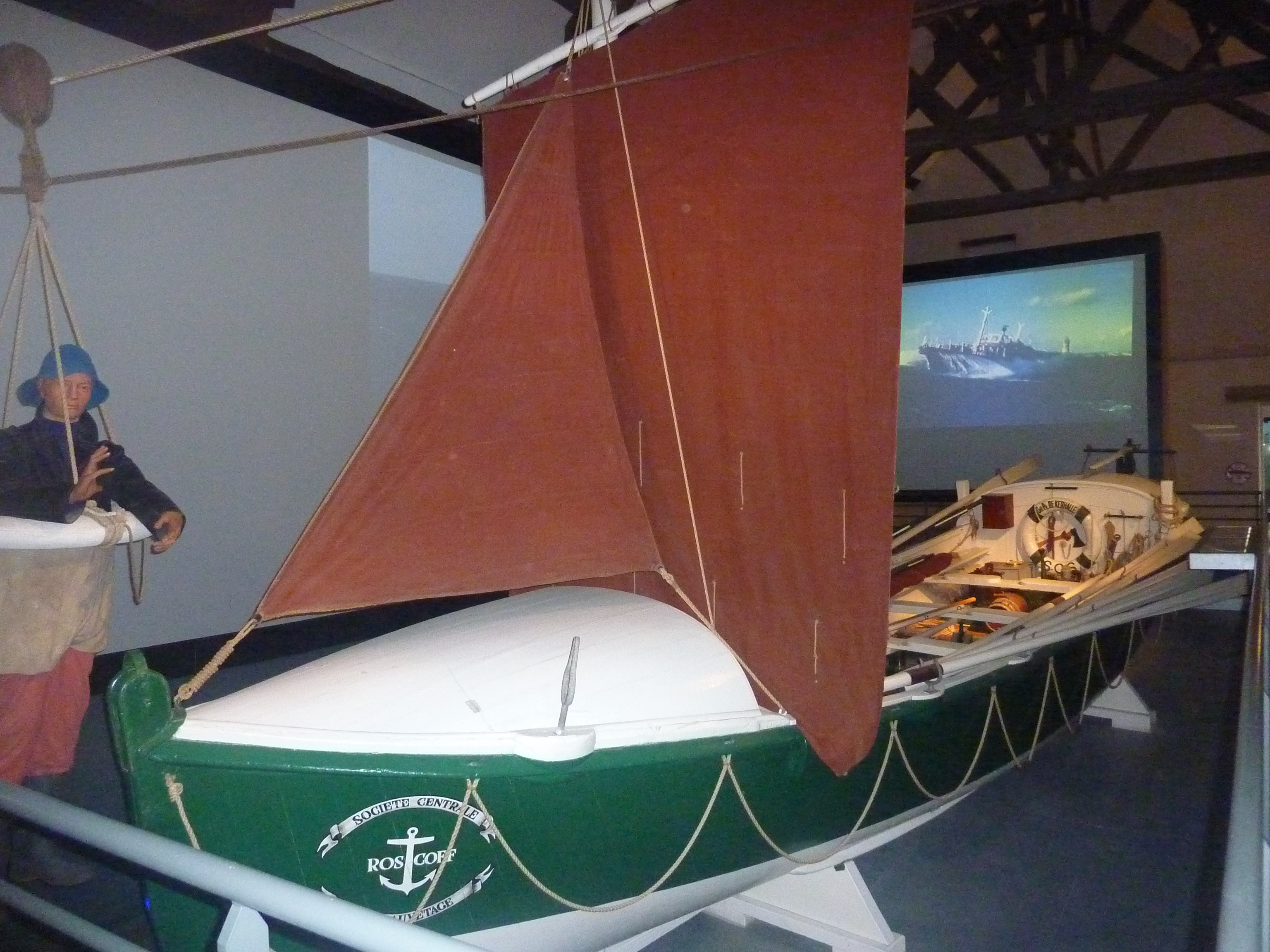
Canot Commandant Philippes de Kerhallet. Un type de canot de sauvetage à l'aviron de 10,10 mètres de long (Inv. 2002.35.1).
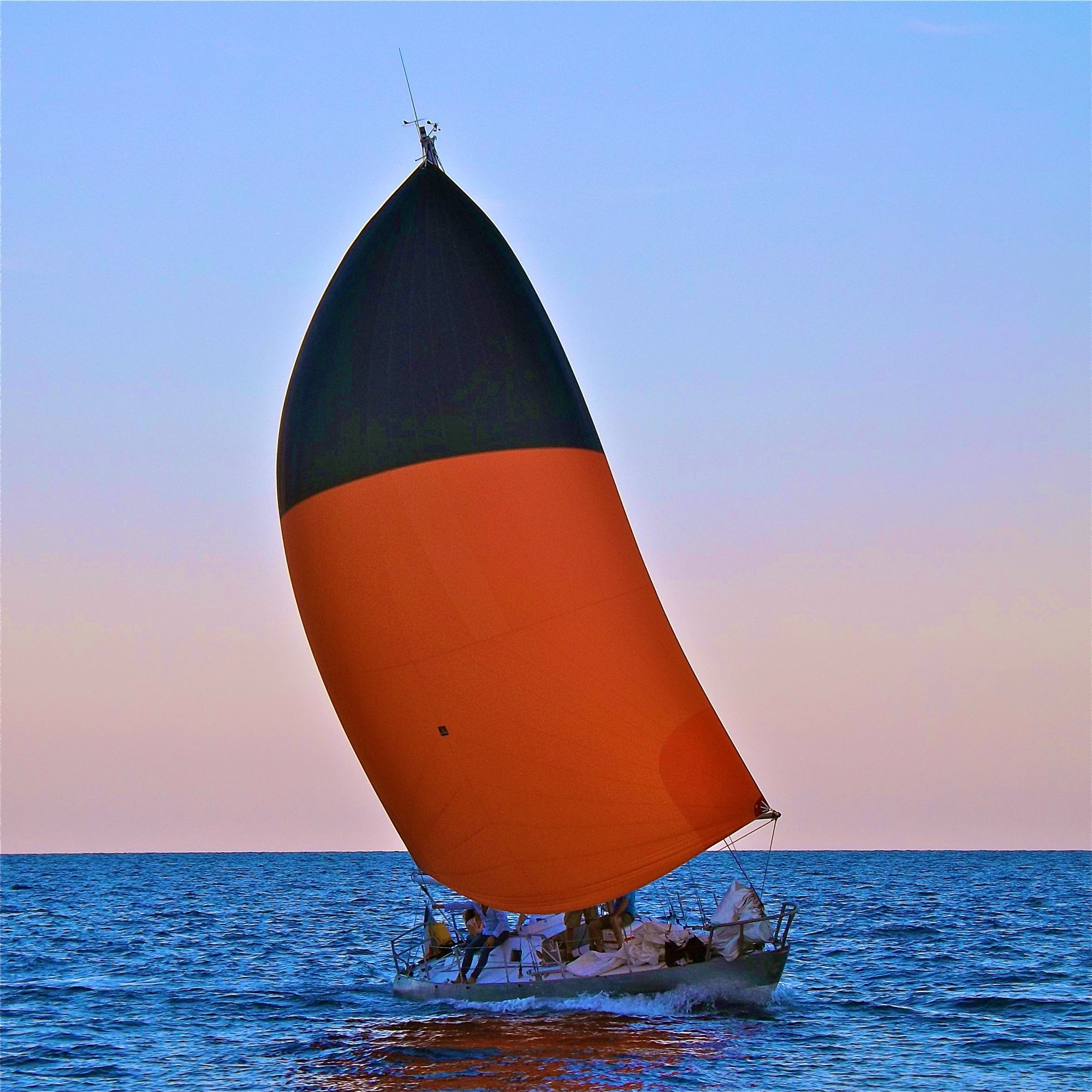
Pen Duick V, acquis par le musée en 1992. Il est placé en dépôt à la Cité de la voile Eric Tabarly (Inv. 1 PM 21).

### Sculptures navales
L'idée de décorer les navires est ancienne et liée à la dimension spirituelle souvent associée aux bateaux. La figure de proue, placée à l'avant, personnifie l’âme du navire et remplit une fonction à la fois protectrice et identificatrice. Le musée de la Marine conserve plusieurs figures de proue, ainsi que des éléments de décoration navale et des cires préparatoires. Cet ensemble témoigne de l’évolution de la sculpture navale de son apogée au XVIIe à sa disparition à la fin du XIXe siècle.

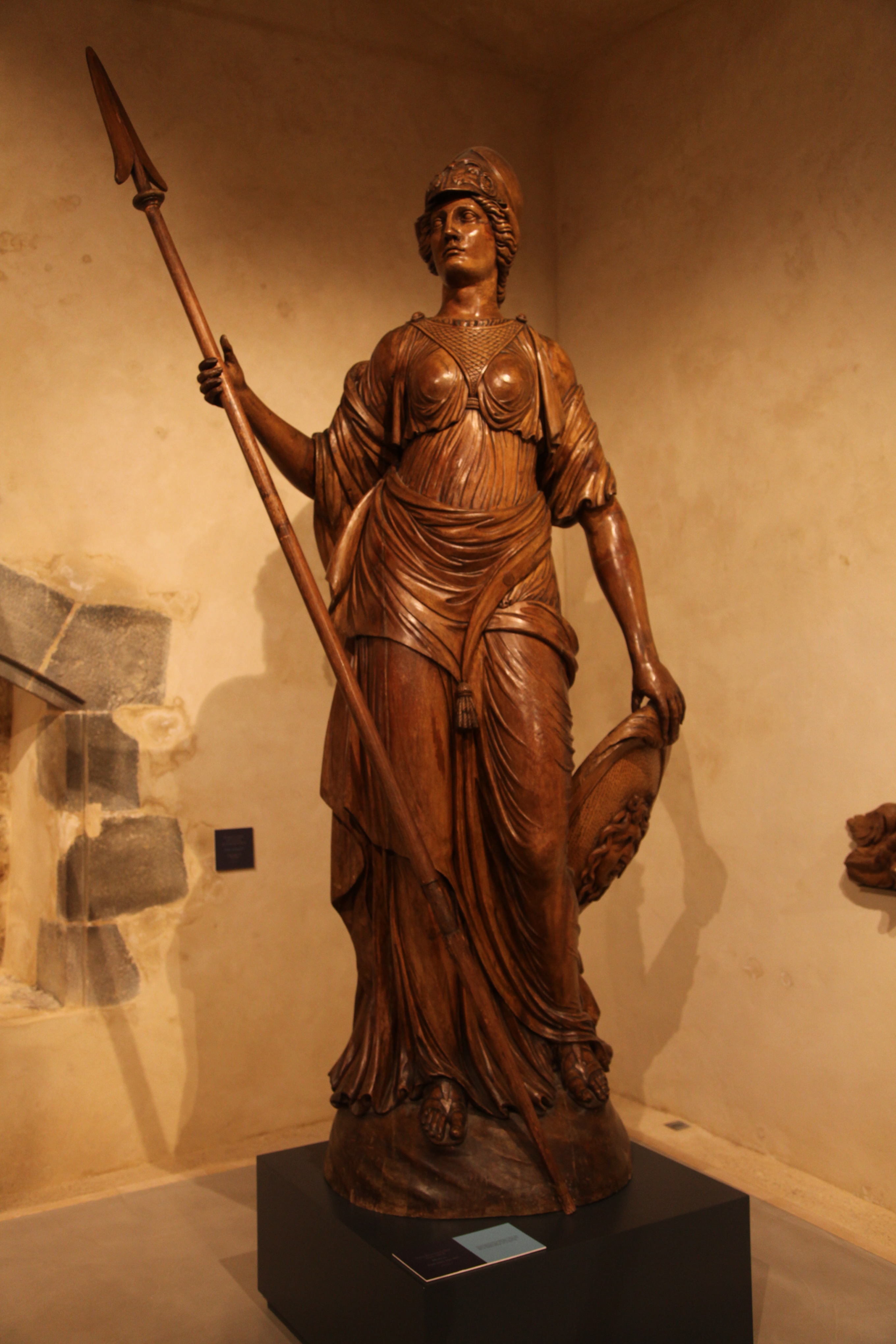
Statue en pied colossale de Minerve, Yves Collet, 1re moitié du XIXe siècle (Inv. 41 OA 116).
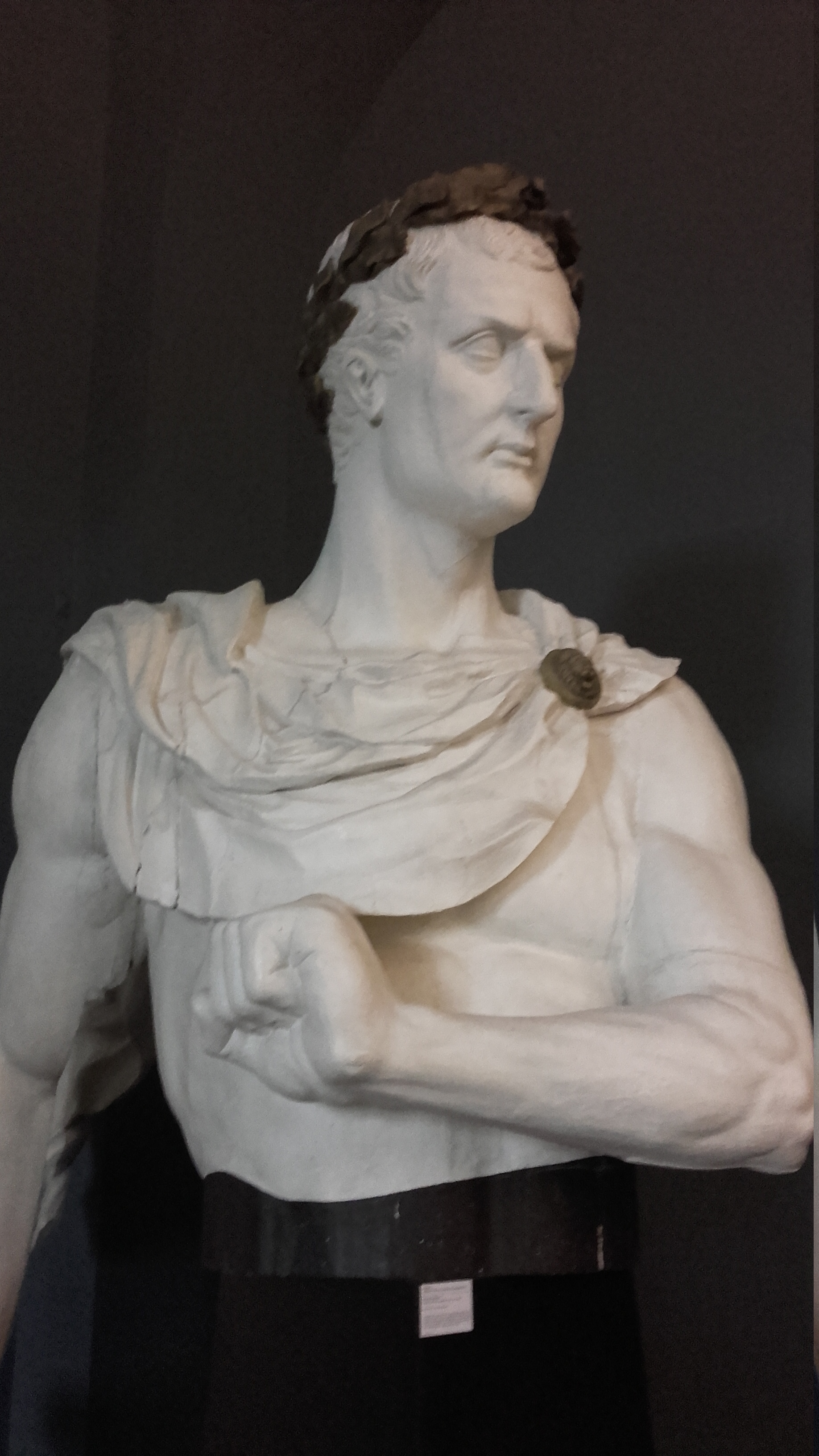
Napoléon Ier, figure de proue du vaisseau Iéna, attribué à l’atelier de sculpture de l’arsenal de Brest, vers 1846 (Inv. 41 OA 87).
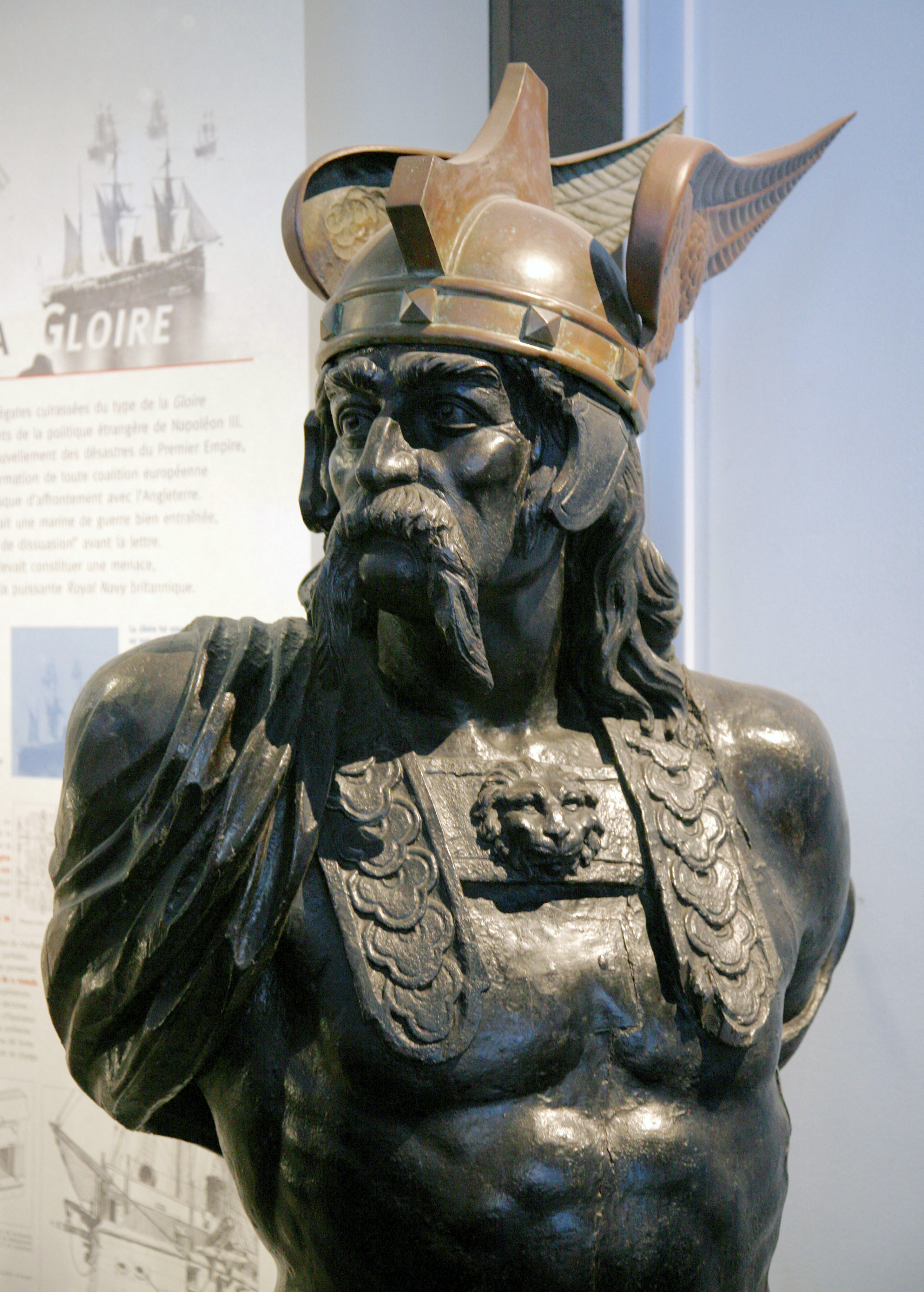
Buste de Brennus, figure de proue du cuirassé Brennus, atelier de sculpture de l’arsenal de Toulon, 1899 (Inv. 41 OA 74).

### Instruments de navigation
A la Renaissance, le développement des grands axes marins et de la navigation astronomique fait apparaître des instruments de navigation permettant aux marins de mieux s’orienter dans les mers et les océans. Le musée conserve un ensemble d’instruments de navigation anciens et contemporains. Au-delà de leur intérêt scientifique, ces outils présentent des caractéristiques graphiques et esthétiques.

### Ex-voto marins
Une trentaine d’ex-voto marins sont conservés au musée national de la Marine, sous forme de tableaux ou de maquettes de bateaux. On distingue les ex-voto propitiatoires, offerts pour solliciter une protection, des ex-voto gratulatoires, réalisés après des évènements tragiques en remerciement de la protection accordée. Le musée a consacré trois expositions au sujet des ex-voto :  « Ex-voto marins du Ponant » en 1975, « Ex-voto de Méditerranée » en 1978 et « Ex-voto marins dans le monde » en 1981.

### Collection textile
La collection textile du musée de la Marine couvre six catégories de marines : militaire, nationale, marchande, de plaisance, de pêche, scientifique et de sauvetage. Elle est principalement composée de vêtements professionnels et inclut également des éléments ethnographiques. Les pièces conservées s'étendent du XVIIIe siècle à nos jours, avec une majorité datant du XXe siècle.
En raison de leur fragilité, ces objets nécessitent des mesures de conservation préventive et une rotation régulière des pièces les plus sensibles, en particulier celles dont les exemplaires sont rares.

## Direction du musée
| Période             | Nom                            | Fonction                                   |
| ------------------- | ------------------------------ | ------------------------------------------ |
| 1748-1782           | Henri Louis Duhamel du Monceau | Inspecteur général de la Marine            |
| 1827-1836           | Pierre-Amédée Zédé             | Ingénieur du génie maritime                |
| 1836-1852           | Apollinaire Lebas              | Ingénieur du génie maritime                |
| 1852-1871           | Léon Morel-Fatio               | Peintre de la Marine                       |
| 1871-1893           | François-Edmond Pâris          | Vice-amiral                                |
| 1893-1900           | Paul-Émile Miot                | Vice-amiral                                |
| 1900-1901           | Henri Giudicelli               | Architecte naval                           |
| 1901-1929           | Jean Destrem                   | Journaliste, écrivain                      |
| 1929-1931           | Edward Hubert                  | Capitaine de frégate                       |
| 1931-1941           | Pierre Vincent-Bréchignac      | Capitaine de vaisseau                      |
| 1941-1943           | Pierre de Loÿs                 | Capitaine de frégate                       |
| 1943-1971           | Jacques Vichot                 | Capitaine de corvette                      |
| 1972-1980           | Luc-Marie Bayle                | Capitaine de frégate                       |
| 1980-1997           | François Bellec                | Amiral                                     |
| 1997-2003           | Georges Prudhomme              | Contre-amiral                              |
| 2003-2011           | Jean-Noël Gard                 | Vice-amiral                                |
| 2011-2012           | Jean-Marc Brûlez               | Vice-amiral                                |
| 2012-2014           | Loïc Finaz                     | Contre-amiral                              |
| 2014-2024           | Vincent Campredon              | Commissaire général                        |
| Depuis janvier 2024 | Thierry Gausseron              | Officier de Marine, administrateur général |

## L’Association des amis du musée national de la Marine
Créée le 3 avril 1930, l’Association des amis du musée national de la Marine (AAMM) est une association culturelle régie par la loi de 1901. Elle soutient les activités du musée national de la Marine et contribue à la diffusion de la culture maritime.
L’association publie des monographies ainsi que la revue Neptunia, spécialisée dans le patrimoine maritime. Cette revue trimestrielle est éditée depuis 1946. Ses premiers numéros, entrés dans le domaine public, sont accessibles en ligne.